# Pterolophia digesta
Pterolophia digesta es una especie de escarabajo longicornio del género Pterolophia, subfamilia Lamiinae. Fue descrita científicamente por Newmanen  1842.
Se distribuye por Filipinas. Posee una longitud corporal de 9 milímetros.